# Давыдовка (Карловский район)
Давы́довка (укр. Давидівка) — село,
Максимовский сельский совет,
Карловский район,
Полтавская область,
Украина.
Код КОАТУУ — 5321683403. Население по переписи 2001 года составляло 59 человек.

## Географическое положение
Село Давыдовка находится на одном из истоков реки Тагамлык,
на расстоянии в 1,5 км от села Максимовка.